# Storstadsdesperados
Storstadsdesperados (originaltitel: Marked Woman) är en amerikansk kriminaldramafilm från 1937 i regi av Lloyd Bacon och till viss del Michael Curtiz. Filmen var en av få på 1930-talet där Humphrey Bogart inte spelade en gangsterroll.

## Handling
Gangstern Johnny Vanning (Eduardo Ciannelli) tar över nattklubben där Mary (Bette Davis) och flera andra kvinnor arbetar. Hon är först likgiltig inför den nya "arbetsgivaren", men när hennes unga naiva syster Betty (Jane Bryan) faller offer för verksamheten bestämmer hon sig för att vittna mot Vanning och tar kontakt med åklagaren David Graham (Humphrey Bogart).

## Rollista
- Bette Davis - Mary
- Humphrey Bogart - David Graham
- Lola Lane - Gabby
- Isabel Jewell - Emmy Lou
- Rosalind Marquis - Florrie
- Mayo Methot - Estelle
- Jane Bryan - Betty
- Allen Jenkins - Louie

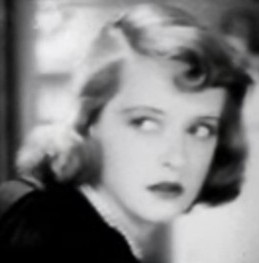
Bette Davis i rollen som Mary.

- Eduardo Ciannelli - Johnny Vanning
- John Litel - Gordon
- Ben Welden - Charlie
- Damian O'Flynn - Ralph
- Henry O'Neill - Sheldon
- Raymond Hatton - advokaten
- William B. Davidson - Crandall